# Luca Ghezzi
Luca Ghezzi (Vaprio d'Adda, 5 de septiembre de 1978) es un deportista italiano que compitió en remo.
Ganó dos medallas de plata en el Campeonato Mundial de Remo, en los años 2001 y 2005, y una medalla de plata en el Campeonato Europeo de Remo de 2007.
Participó en dos Juegos Olímpicos de Verano, ocupando el cuarto lugar en Sídney 2000 y el séptimo en Atenas 2004, en la prueba de ocho con timonel.

## Palmarés internacional
| Campeonato Mundial | Campeonato Mundial | Campeonato Mundial | Campeonato Mundial |
| Año                | Lugar              | Medalla            | Prueba             |
| ------------------ | ------------------ | ------------------ | ------------------ |
| 2001               | Lucerna (Suiza)    | Medalla de plata   | Cuatro con timonel |
| 2005               | Kaizu (Japón)      | Medalla de plata   | Doble scull        |
| Campeonato Europeo |                    |                    |                    |
| Año                | Lugar              | Medalla            | Prueba             |
| 2007               | Poznań (Polonia)   | Medalla de plata   | Cuatro scull       |